# Petr Barna
Petr Barna (n. 9 martie 1966, Praga, Cehoslovacia) este un patinator artistic ce a reprezentat Cehoslovacia, medaliat olimpic. A participat la două ediții ale Jocurilor Olimpice (1988, 1992) în care a câștigat o medalie de bronz.